# KCNIP4
KCNIP4 (англ. Potassium voltage-gated channel interacting protein 4) – білок, який кодується однойменним геном, розташованим у людей на короткому плечі 4-ї хромосоми.  Довжина поліпептидного ланцюга білка становить 250 амінокислот, а молекулярна маса — 28 729.
| 10         |  | 20         |  | 30         |  | 40         |  | 50         |
| ---------- |  | ---------- |  | ---------- |  | ---------- |  | ---------- |
| MNVRRVESIS |  | AQLEEASSTG |  | GFLYAQNSTK |  | RSIKERLMKL |  | LPCSAAKTSS |
| PAIQNSVEDE |  | LEMATVRHRP |  | EALELLEAQS |  | KFTKKELQIL |  | YRGFKNECPS |
| GVVNEETFKE |  | IYSQFFPQGD |  | STTYAHFLFN |  | AFDTDHNGAV |  | SFEDFIKGLS |
| ILLRGTVQEK |  | LNWAFNLYDI |  | NKDGYITKEE |  | MLDIMKAIYD |  | MMGKCTYPVL |
| KEDAPRQHVE |  | TFFQKMDKNK |  | DGVVTIDEFI |  | ESCQKDENIM |  | RSMQLFENVI |
|            |  |            |  |            |  |            |  |            |

A: Аланін

C: Цистеїн

D: Аспарагінова кислота

E: Глутамінова кислота

F: Фенілаланін

G: Гліцин

H: Гістидин

I: Ізолейцин

K: Лізин

L: Лейцин

M: Метіонін

N: Аспарагін

P: Пролін

Q: Глутамін

R: Аргінін

S: Серин

T: Треонін

V: Валін

W: Триптофан

Кодований геном білок за функціями належить до іонних каналів, потенціалзалежних каналів, фосфопротеїнів. 
Задіяний у таких біологічних процесах як транспорт іонів, транспорт, транспорт калію, альтернативний сплайсинг. 
Білок має сайт для зв'язування з іонами металів, іоном кальцію, калію. 
Локалізований у клітинній мембрані, цитоплазмі, мембрані, ендоплазматичному ретикулумі.